# Elsie Howey
Rosa Elsie Neville Howey (1 de diciembre de 1884 – 13 de marzo de 1963), conocida como Elsie Howey, era una sufragista inglesa. Militante activista de la Unión Social y Política de Mujeres y fue encarcelada por lo menos seis veces entre 1908 y 1912.

## Primeros años
Elsie Howey nació en Finningley en 1884, hija de Thomas Howey, rector de una parroquia, y Emily Gertrudis (de soltera, Oldfield). Cuando su padre murió en 1887, la familia se trasladó a Malvern, Worcestershire. En 1902 Howey comenzó a estudiar inglés, francés y alemán en la Universidad de Saint Andrews. Dejó la universidad en 1904, para poder viajar a Alemania, donde entró en contacto por primera vez con el movimiento de los derechos femeninos.

## Activismo

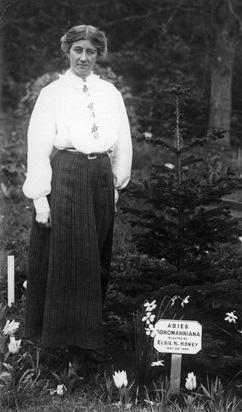
En 1909 Howey fue invitada a la Casa Eagle, residencia de María Blathwayt, para plantar un abeto de Normandía, honor dado a las líderes sufragistas.

En 1907, Howey se unió a la Unión Social y Política de Mujeres (WSPU, por sus siglas en inglés), una organización militante para el sufragio. En febrero de 1908, ella y su hermana, María Gertrudis Howey, fueron detenidas junto a otros miembros de la WSPU después de esconderse en una camioneta que fue conducida en la Cámara de los Comunes. Después de su liberación, en mayo de 1908, se unió a Annie Kenney y María Blathwayt en la campaña para la elección parcial en Shropshire. Poco después, fue encarcelada por tres meses por protestar afuera de la casa del entonces primer ministro, H. H. Asquith. Fue sentenciada a seis semanas en la cárcel. Sus manifestaciones se volvieron más radicales, cuando el 5 de septiembre de 1910, ella y otras dos sufragistas, Vera Wentworth y Jessie Kenney, asaltaron al primer ministro Asquith y a Herbert Gladstone, mientras los hombres jugaban al golf. Sus violentas tácticas fueron criticadas por algunos otros miembros de la WSPU que pidieron su propio retiro de la Unión. Las acciones fueron demasiado para la familia de María Blathwayt. Su madre, Emily, dimitió de la WSPU y su padre, Linley, escribió cartas de protesta a Christabel Pankhurst, Howey y Wentworth. Se le dijo a Pankhurst que Howey y Wentworth no podrían visitar su casa de nuevo. Wentworth envió una larga respuesta expresando pesar por su reacción pero señalando que "si el Sr. Asquith no recibe una delegación, lo golpearán de nuevo".
En enero de 1910, Lady Constance Bulwer-Lytton fue encarcelada y alimentada a la fuerza en la cárcel de Walton. En respuesta, Howey rompió las ventanas del gobernador, de modo que ella también sería encarcelada en apoyo de Lytton. En respuesta, Lytton mencionó a Howey como la «más querida de nuestros miembros». En abril de 1910, recibió atención nacional después de liderar «un demostración de la WSPU  por Londres vestida como Juana de Arco, en un conjunto de armadura completo» a caballo. En julio fue arrestada de nuevo en una manifestación en Penzance. Fue encarcelada durante siete días, tiempo durante el cual llevó a cabo una huelga de hambre y ayuno durante 144 horas. Durante 1910, Howey trabajó para introducir el movimiento del sufragio a Plymouth y Torquay.
Howey fue encarcelada por lo menos seis veces en su carrera como sufragista. a menudo hizo huelgas de hambre en la cárcel y sufrió de alimentación forzada; en una ocasión le tomó cuatro meses para recuperarse de las lesiones resultantes en la garganta. Su último arresto fue en diciembre de 1912 después de activar una alarma de incendio. Fue condenada a cuatro meses de prisión, pero fue liberada antes después de una prolongada huelga de hambre, que resultó en la ruptura de casi todos sus dientes por la alimentación forzada.

## Últimos años
Howey se retiró de la vida pública cuando el movimiento militante del sufragio terminó en 1914 por la Primera Guerra Mundial. Ella vivió en Malvern por el resto de su vida y murió allí en 1963 por una estenosis pilórica crónica. La condición es muy rara en adultos, probablemente causada por sus múltiples episodios de alimentación forzada.